# Alfons Mensdorff-Pouilly (animátor)
Alfons Mensdorff-Pouilly [puji], (* 9. ledna 1948 České Budějovice) je český šlechtic, filmový animátor a příležitostný výtvarník. Pookénkové, především loutkové, animaci se věnuje nepřetržitě od roku 1969.

## Život
Narodil se do české šlechtické rodiny s lotrinskými kořeny. Jeho otcem byl Arthur Klemens hrabě Mensdorff-Pouilly (4. listopadu 1900 – 18. dubna 1965) z chotělické větve rodu a matkou Marie Josefa hraběnka roz. Wratislavová z Mitrovic (29. května 1914 – 23. listopadu 2006). Je nejmladší ze čtyř sourozenců, se kterými vyrůstal v bytě ve Vratislavském paláci.
Vystudoval Střední uměleckoprůmyslovou školu v Praze na Žižkově, kde byl jeho učitelem například profesor František Dvořák. Do doby, než se věnoval animovanému filmu, působil jako rekvizitář v Československé televizi, brigádník v loutkovém studiu a průvodce na hradu Zvíkov.
Animační zkoušky složil roku 1968 ve studiu Jiřího Trnky, kam ale mohl nastoupit až po ročních průtazích. Od té doby se věnuje animaci nepřetržitě. Své zkušenosti předával i v zahraničí (např. 1990 Barcelona).

### Rodinný život
V Praze se 8. prosince 1988 oženil s Gabrielou Valentovou (* 1963). Jeho syn Adam Mensdorff-Pouilly (* 9. srpna 1996 Praha) vystudoval na DAMU alternativní a loutkové herectví.

## Ocenění
- V roce 2000 obdržel audiovizuální cenu Trilobit za práci na večerníčkovém seriálu Jak to chodí u hrochů.
- Rok 2023 ocenil mezinárodní festival animovaného filmu Anifilm Alfonse Mensdorffa-Pouilly cenou za celoživotní příspěvek animovanému filmu.[6]

## Filmografie (výběr)
- O třech písmekach (1975)
- Faustův dum, Daliborka, Jeruzalém Ulice (1977)
- Hloupý vlk (1979)
- Dobrodružství Robinsona Crusoe, námořníka z Yorku (1981)
- Pat & Mat (1982, 1992-2004, 2018 - dodnes)
- Jája a Pája (1995-1997)
- Narkoblues (1998)
- Fimfárum Jana Wericha (2002)
- Ulity (2004)
- Fimfárum 2 (2006)
- Jedné noci v jednom městě (2007)

V roce 2012 se zúčastnil jako nejstarší „závodník“ v týmu se svým synem (nejmladším účastníkem) třídenního animačního maratonu Rallye Kampa-Petřín.

#### Režie Jiří Barta
- Hádanky za bonbón (1978)
- Zaniklý svět rukavic (1982)
- Krysař (1985)
- Golem (1987)
- Klub odložených (1989)
- Na půdě aneb Kdo má dneska narozeniny? (2009)